# Crocus graveolens
Crocus graveolens es una especie de planta fanerógama del género Crocus perteneciente a la familia de las Iridaceae. Es originaria de  Turquía hasta el norte de Israel.

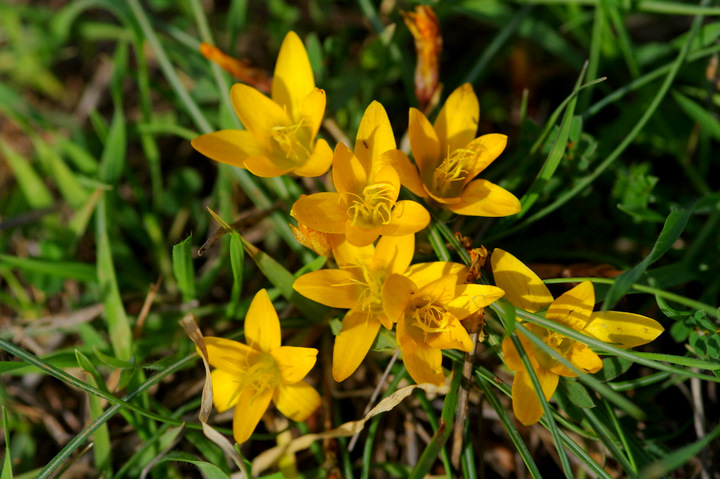
Flores

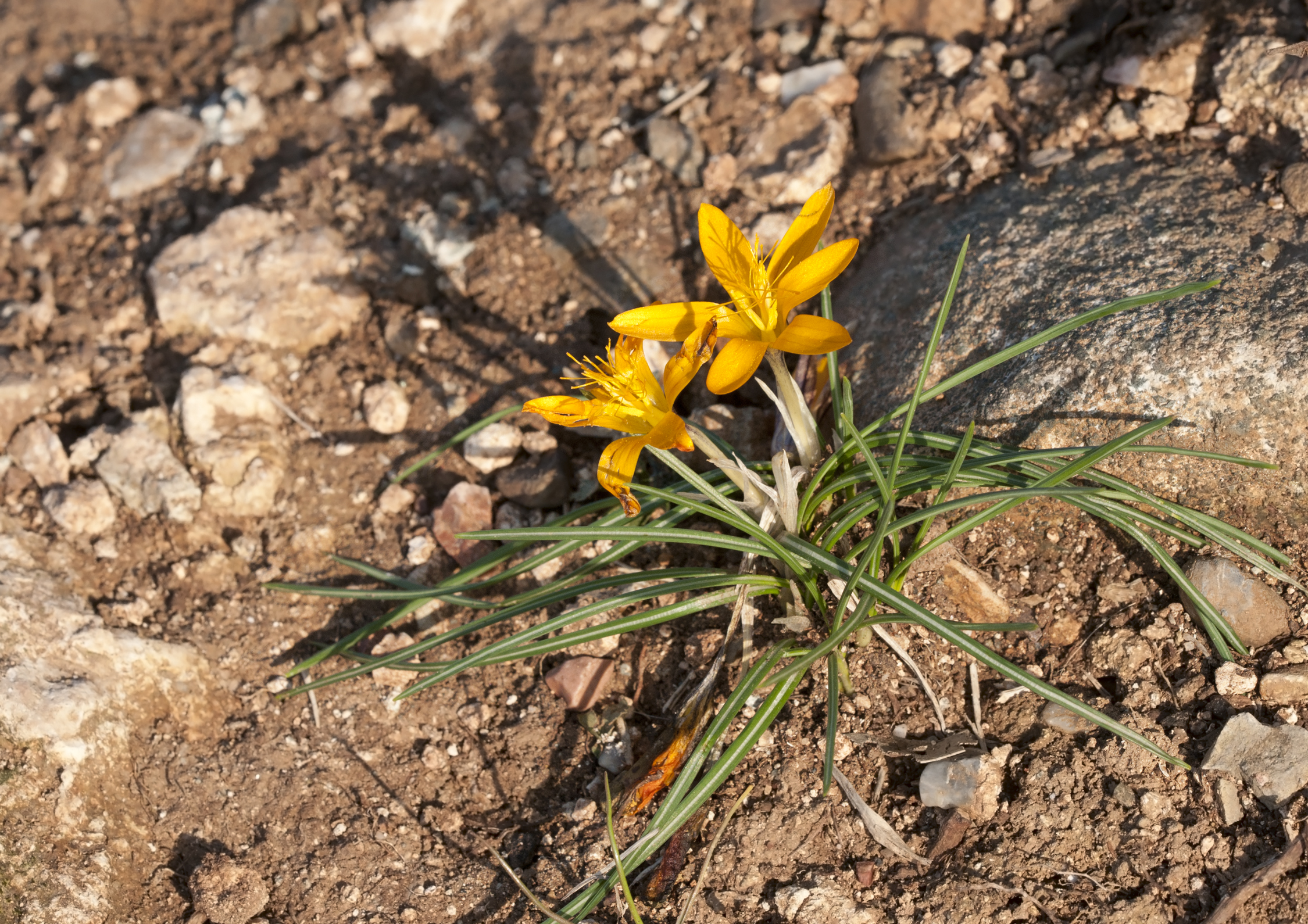
En su hábitat

## Distribución y hábitat
Crocus graveolens abarca desde el sur de Turquía a Líbano. A menudo tienen un fuerte olor desagradable. Bowles fue más explícito: " C. graveolens sin embargo sería reconocible en cualquier lugar ... por el olor abominable que es perceptible, incluso a una distancia de varios metros, cuando sus pequeñas flores están abiertas en un día soleado. "

## Taxonomía
Crocus graveolens fue descrita por Boiss. & Reut. y publicado en Flora Orientalis 5: 107. 1882.
Etimología
Crocus: nombre genérico que deriva de la palabra griega:
κρόκος ( krokos ). Esta, a su vez, es probablemente una palabra tomada de una lengua semítica, relacionada con el hebreo כרכום karkom, arameo ܟܟܘܪܟܟܡܡܐ kurkama y árabe كركم kurkum, lo que significa " azafrán "( Crocus sativus ), "azafrán amarillo" o la cúrcuma (ver Curcuma). La palabra en última instancia se remonta al sánscrito kunkumam (कुङ्कुमं) para "azafrán" a menos que sea en sí mismo descendiente de la palabra semita.
graveolens: epíteto latíno que significa "con fuerte olor"
Sinonimia
- Crocus lageniflorus var. syriacus Herb.[7][8]